# Zero Gravity: Rebirth and Evolution
Zero Gravity: Rebirth and Evolution é o único álbum da banda italiana de metal sinfônico Turilli/Lione Rhapsody, formada por Luca Turilli e Fabio Lione após este último sair do Rhapsody of Fire. Foi lançado em 5 de julho de 2019 pela Nuclear Blast. O álbum foi financiado por uma campanha de financiamento coletivo que a banda iniciou no Indiegogo.
O álbum reúne membros da formação clássica do Rhapsody of Fire, banda que segue em atividade com uma formação diferente.

## Recepção da crítica
| Críticas profissionais | Críticas profissionais |
| Avaliações da crítica  | Avaliações da crítica  |
| Fonte                  | Avaliação              |
| ---------------------- | ---------------------- |
| Sonic Perspectives     | 8.1                    |

Escrevendo para o Sonic Perspectives, Jonathan Smith disse que o disco apresenta algumas características da fase solo de Luca Turilli, como elementos eletrônicos e de música ambiente, e o considerou eclético como "um encontro de Kamelot e Epica". Ao compará-lo com The Eighth Mountain, lançado alguns meses antes pelo Rhapsody of Fire, Jonathan disse que, conquanto este Rhapsody tenha os membros da formação clássica, a banda original lançou material bem mais próximo do que eles faziam anteriormente; o autor chamou o trabalho deles (do Rhapsody of Fire) de "bem mais acessível e memorável".

## Lista de faixas
| N.º            | Título                                                               | Duração |  |
| 1.             | "Phoenix Rising" (Fênix Surgindo)                                    | 6:15    |  |
| 2.             | "D.N.A. (Demon and Angel)" (D.N.A. (Demônio e Anjo) (com Elize Ryd)) | 4:19    |  |
| 3.             | "Zero Gravity" (Gravidade Zero)                                      | 5:53    |  |
| 4.             | "Fast Radio Burst" (Explosão de Rádio Rápida)                        | 5:07    |  |
| 5.             | "Decoding the Multiverse" (Decodificando o Multiverso)               | 6:19    |  |
| 6.             | "Origins" (Origens)                                                  | 2:27    |  |
| 7.             | "Multidimensional" (Multidimensional)                                | 4:42    |  |
| 8.             | "Amata Immortale" (Amada Imortal)                                    | 5:04    |  |
| 9.             | "I Am" (Eu Sou (com Mark Basile))                                    | 7:15    |  |
| 10.            | "Arcanum (Da Vinci's Enigma)" (Arcanum (O Enigma de Da Vinci))       | 6:25    |  |
| Duração total: | Duração total:                                                       | 53:46   |  |

| Faixa bônus da edição digipack e vinil |                                                                   |         |  |
| N.º                                    | Título                                                            | Duração |  |
| 11.                                    | "Oceano" (cover de Josh Groban (com Sascha Paeth e Arne Wiegand)) | 4:02    |  |
| Duração total:                         | Duração total:                                                    | 57:48   |  |

## Pessoal
Conforme encarte do álbum.
Turilli / Lione Rhapsody
- Fabio Lione – vocais, produtor
- Luca Turilli - guitarra solo e base, teclados, produtor
- Dominique Leurquin – guitarra base, guitarra solo
- Patrice Guers – baixo
- Alex Holzwarth – bateria

Músicos adicionais
- Elize Ryd (Amaranthe) – vocais em "DNA (Demon and Angel)"
- Mark Basile (DGM) – vocais em "I Am", vocais do coro
- Sascha Paeth – baixo em "Oceano"
- Arne Wiegand – guitarras, bandolim, piano em "Oceano"
- Joost van den Broek – teclados em "Oceano"
- Emilie Ragni – vocais de apoio, coral
- Alessandro Conti – vocais do coro

Produção
- Stefan Heilemann – arte da capa
- Simone Mularoni – gravação, mixagem, masterização, guitarra base, solos de guitarra em "Fast Radio Burst" e "I Am"
- Kristian Fyhr – gravação

## Paradas
| Parada (2019)                         | Maior colocação |
| ------------------------------------- | --------------- |
| Bélgica (Ultratop Valônia)            | 164             |
| França (SNEP)                         | 164             |
| Alemanha (Offizielle Deutsche Charts) | 51              |
| Suíça (Schweizer Hitparade)           | 43              |